# Antiracismewet
De Antiracismewet is een Belgische wet van 30 juli 1981 tot bestraffing van bepaalde door racisme of xenofobie ingegeven daden bedoeld. 

## Chronologie
- 7 maart 1966: België ondertekent het Internationaal Verdrag inzake de uitbanning van alle vormen van rassendiscriminatie[1] [2]
- 1 december 1966: eerste Belgische wetsvoorstel "tot bestraffing van bepaalde door racisme of xenofobie ingegeven daden", meestal door de Mouvement contre le racisme, l'antisémitisme et la xénophobie ontworpen, dat door PSB-BSP volksvertegenwoordigers Ernest Glinne, Henri (Rik) Boel, Freddy Terwagne, Georges Bohy en Guy Cudell werd ingediend.[1][2][3][4]
- 1966-1967: tweede poging met dezelfde tekst[1][2]
- 1968: twee nieuwe pogingen, met het begin van een discussie erover in de Kamer van volksvertegenwoordigers[1][2]
- 25 mei 1970: amendementen door de regering aan de tekst van 1966 om afgezonderd maatregelen te kunnen voorzien in bestaande wetgevingen (strafwetboek en Decreet van 1831 op de drukpers)[1][2]
- 13 maart 1973: nieuwe wetsvoorstel, ook door PSB-BSP volksvertegenwoordigers ingediend[1][2]
- 16 mei 1974: nieuwe PSB-BSP wetsvoorstel[1][2]
- 14 maart 1975: advies van de Raad van Staat over het voorstel van 1974[1][2]
- 9 juli 1975: goedkeuring door het Parlement van het Internationaal Verdrag inzake de uitbanning van alle vormen van rassendiscriminatie[1][2]
- 11 december 1975: publicatie in het Belgisch Staatsblad[5][1][2]
- 25 januari 1978: nieuwe wetsvoorstel[1][2]

## Inhoud
De Antiracismewet hanteerde volgende definitie van 'discriminatie':
elke vorm van onderscheid, uitsluiting, beperking of voorkeur, die tot doel heeft of ten gevolge heeft of kan hebben dat de erkenning, het genot of de uitoefening op voet van gelijkheid van de rechten van de mens en de fundamentele vrijheden op politiek, economisch, sociaal of cultureel terrein of op andere terreinen van het maatschappelijk leven, wordt tenietgedaan, aangetast of beperkt.
Strafbaar worden gesteld;
- Aanzetten tot of publiciteit geven aan zijn voornemen tot discriminatie, haat of geweld jegens een persoon, een groep, een gemeenschap of de leden ervan wegens een zogenaamd ras, huidskleur, afkomst of nationale of etnische afstamming
- Bedrijven van discriminatie jegens persoon of groep bij het leveren of bij het aanbieden van een levering van een dienst, van een goed of van het genot ervan.
- Bedrijven van discriminatie jegens persoon of groep bij de arbeidsbemiddeling, de beroepsopleiding, het aanbieden van banen, de aanwerving, de uitvoering van de arbeidsovereenkomst of het ontslag van werknemers.
- Behoren tot een groep of tot een vereniging die kennelijk en herhaaldelijk discriminatie of segregatie bedrijft of verkondigt, dan wel aan zodanige groep of vereniging zijn medewerking verlenen.

Deze daden leiden tot een gevangenisstraf van een maand tot een jaar of/en een geldboete van vijftig tot duizend euro.
Tevens is een specifieke bepaling betreffende ambtenaren en 'openbare officieren' (lees: politieagenten) opgenomen wat discriminatie tijdens de uitoefening van hun ambt betreft. Deze wordt bestraft met een gevangenisstraf van twee maanden tot twee jaar.

## Wijzigingen

### Eerste wijziging
10 jaar na de inwerkingtreding van de Antiracismewet bleek dat in 95,5% van de gevallen waarin een beslissing werd genomen, het om een seponering ging (1279 van de 1340 gevallen). Slechts in 1,6% van de gevallen kwam het tot een veroordeling. Dit leidde tot kritiek op de bruikbaarheid van de Antiracismewet. Als reactie werd in 1994 middels de wet van 12 april een omschrijving van de term 'discriminatie' toegevoegd (voorheen werden enkel de discriminatiegronden opgesomd) en een specifiek artikel dat racisme op het vlak van arbeid moest aanpakken.

### Tweede wijziging
De wet van 20 januari 2003 tot versterking van de wetgeving tegen het racisme, bracht verschillende wijzigingen aan:
- De definitie van het begrip racisme werd uitgebreid met:

Elke handelwijze die er in bestaat om het even wie opdracht te geven tot discriminatie jegens een persoon, een groep, een gemeenschap of de leden ervan, wordt beschouwd als een discriminatie in de zin van deze wet
- de term 'ras' werd vervangen door 'zogenaamd ras'
- de term 'nationaliteit' werd vervangen door 'nationale of etnische afstamming'

### Aanvulling
Bijna gelijkertijd werd met de wet van 25 februari 2003 ter bestrijding van discriminatie en tot wijziging van de wet van 15 februari 1993 tot oprichting van een Centrum voor Gelijkheid van Kansen en voor Racismebestrijding, een Antidiscriminatiewet uitgevaardigd die de termen 'directe discriminatie' en 'indirecte discriminatie' definieerde.
Deze wet voegde een burgerlijk luik toe (naast het strafrechtelijke) en bovendien voegde de wet bij sommige misdrijven een strafverzwaring toe, indien de drijfveer racisme was. Het betreft:
- aanranding van de eerbaarheid en verkrachting
- doodslag
- opzettelijk doden, niet doodslag genoemd
- opzettelijk toebrengen van lichamelijk letsel
- schuldig verzuim
- vrijheidsberoving en huisvredebreuk door bijzondere personen
- belaging
- laster
- eerroof (vb. beledigingen)
- brandstichting
- beschadiging van roerende eigendommen

## Huidige situatie
In 2007 werden er drie wetten goedgekeurd (omzetting van Europese richtlijn) dat de volledige wetgeving omtrent racisme en discriminatie moest gelijkstemmen. Het betreft het volgende drieluik:
- Wet van 10 mei 2007 - Wet tot wijziging van de wet van 30 juli 1981 tot bestraffing van bepaalde door racisme of xenofobie ingegeven daden.

Bestrijding van discriminatie op grond van nationaliteit, een zogenaamd ras, huidskleur, afkomst of nationale of etnische afstamming
- Wet van 10 mei 2007 - Wet ter bestrijding van bepaalde vormen van discriminatie. (Antidiscriminatiewet)

Bestrijding van discriminatie op grond van leeftijd, seksuele geaardheid, burgerlijke staat, geboorte, vermogen, geloof of levensbeschouwing, politieke overtuiging, taal, huidige of toekomstige gezondheidstoestand, een handicap, een fysieke of genetische eigenschap of sociale afkomst
- Wet van 10 mei 2007 - Wet ter bestrijding van de discriminatie tussen vrouwen en mannen. (Genderwet)

Bestrijding van discriminatie op grond van geslacht

## Bekende veroordelingen

### Wim Elbers
De politiecommissaris Wim Elbers werd in 1994 verkozen tot gemeenteraadslid voor het toenmalige Vlaams Blok. In 1999 diende hij zich in de rechtbank te verantwoorden voor het verspreiden van racistische e-mails via nieuwsgroepen op het internet. Hij werd veroordeeld tot het betalen van een boete van 2500 euro en zes maanden voorwaardelijk.
In zijn ogen betrof het een "politiek proces".
Na zijn veroordeling vestigde hij zich in Thailand, en ging in verlof voorafgaand aan pensionering.

### Vlaams Blok
De meest bekende veroordeling op basis van de Antiracismewet, betrof de veroordeling op 21 april 2004 van drie aan het Vlaams Blok gelinkte verenigingen zonder winstoogmerk (VZW's) door het hof van beroep te Gent.
Het betrof de Nationalistische Omroepstichting, het Nationaal Vormingsinstituut en de Vlaamse Concentratie.
Elk der vzw's werd veroordeeld tot het betalen van een geldboete van 12.394,67 euro, het betalen van 55 euro aan het Fonds tot hulp aan de slachtoffers van opzettelijke gewelddaden, en het betalen van 2500 en 5000 € aan de twee burgerlijke partijen (respectievelijk het Centrum voor gelijkheid van kansen en voor racismebestrijding & de Liga voor Mensenrechten).
Dit arrest werd op 9 november 2004 door het Hof van Cassatie bevestigd.